# The Soul Cages
A The Soul Cages című album Sting brit popénekes harmadik stúdióalbuma, amely 1991-ben jelent meg és amely második No. 1 lemeze lett az Egyesült Királyságban. Négy kislemez jelent meg az albumról,  az All This Time, a Mad About You, a Why Should I Cry For You és a The Soul Cages. Az utóbbi 1992-ben A Legjobb Rock Dal kategóriában Grammy-díjat nyert.

## Idézet
| „               | Az apám 1989-ben halt meg. Nem volt könnyű a kapcsolatunk és a halála jobban szíven ütött, mint ahogy vártam. Érzelmileg és kreativitásomban megbénultam, elszigetelődtem, képtelen voltam őt meggyászolni. Kábult voltam és üres, mintha az öröm kimosódott volna az életemből. Végül, azt mondtam magamnak, hogy vissza kell térnem a munkámhoz, és ez a pár dal lett az eredménye ennek. Megszállottja lettem a szülővárosomnak és a történelmének, képeknek hajókról és a tengerről és a gyermekkoromról, amelyet a hajógyár árnyékában töltöttem el. | ” |
| – Lyrics, 10/07 | |   |

| „                   | Még mindig nehéz leülnöm és rendesen meghallgatnom az albumot, mert akkor elkezdek összetörni. Ha egy dal igazán működik, nagyon tud hatni az érzelmekre, amikor elénekled. Nem tudod ilyenkor, hogy énekelj, vagy sírj, ez egy páratlan érzés. A zeném az egyetlen út ahhoz, hogy a mély érzéseimmel kapcsolatba kerüljek, mert elnyomom őket. Többet nem tudtam volna erre az albumra írni. Szóval, nekem ez nem egy bátor lemez. Tudom, hogy vagy ez a lemez lett volna, vagy nem lett volna más lemez. De jobban érzem magam az apámmal kapcsolatban és sokkal oldottabb vagyok, mint bármikor is voltam. | ” |
| – Bass Player, 4/92 | |   |

## Fogadtatás
A …Nothing Like the Sun című album után a közvélemény három teljes évet töltött azzal, hogy megpróbálta kitalálni, milyen lesz Sting következő albuma. Angliában nem fogadták kitörő örömmel az albumot, a dalok többségét túl lassúnak, túl személyes hangvételűnek, túlságosan higgadtnak találták. A közönség véleménye sem volt egyértelműen pozitív, sőt Stingnek szembesülnie kellett azzal, hogy sikerült felbosszantania az embereket. Ezzel szemben Amerikában kedvezőbben fogadták a lemezt, a rajongó amerikaiak sokkal megbocsátóbbak voltak. A Rolling Stone szerint a The Soul Cages "komoly és hangzását tekintve káprzatos, Sting legambiciózusabb, talán legjobb munkája". A People cikkírója azt értékelte nagyra, hogy Sting "nem hajlandó behódolni a kereskedelmi elvárásoknak". Több, mint ötmillió ember döntött úgy, hogy megvásárolja a lemezt. Az album Nagy-Britanniában első, az Egyesült Államokban második lett.

## Dallista
1. Island Of Souls  – 6:41
2. All This Time  – 4:54
3. Mad About You  – 3:53
4. Jeremiah Blues Pt.1  – 4:46
5. Why Should I Cry For You?  – 4:54
6. Saint Agnes And The Burning Train  – 2:43
7. The Wild Wild Sea  – 6:41
8. The Soul Cages  – 5:52
9. When The Angels Fall  – 7:48

## Előadók
- Sting – vokál, basszusgitár, Synclavier, mandolin
- Manu Katché – dobok
- Kenny Kirkland – billentyűs hangszerek
- Dominic Miller – gitár
- Branford Marsalis – szaxofon
- Kathryn Tickell – duda
- Paola Paparelle – oboa
- David Sancious – billentyűs hangszerek
- Leslie Jackson Perette – ütős hangszerek
- Bill Summers – ütős hangszerek
- Tony Vacca – ütős hangszerek
- Skip Burney – ütős hangszerek
- Ray Cooper – ütős hangszerek
- Munyungo Jackson – ütős hangszerek
- Hugh Padgham – producer, hangmérnök

## Kislemezek
| Megjelenés dátuma | Kislemez címe            | Kislemez címe            | Kislemez címe            | Kislemez címe            | Kislemez címe            | Kislemez címe            | Kislemez címe            | Kislemez címe            | Kislemez címe            | Kislemez címe            | Kislemez címe            | Kislemez címe            | Kislemez címe            | Kislemez címe            | Kislemez címe            | Kislemez címe            | Kislemez címe            | Kislemez címe            | Kislemez címe            | Kislemez címe            | Kislemez címe            | Kislemez címe            | Kislemez címe            | Kislemez címe            | Kislemez címe            | Kislemez címe            | Kislemez címe            | Kislemez címe            | Kislemez címe            | Kislemez címe            | Kislemez címe            | Kislemez címe            | Kislemez címe            | Kislemez címe            | Kislemez címe            | Kislemez címe            | Kislemez címe            | Kislemez címe            | Kislemez címe            | Kislemez címe            | Kislemez címe            | Kislemez címe            | Kislemez címe            | Kislemez címe            | Kislemez címe            | Kislemez címe            | Kislemez címe            | Kislemez címe            | Kislemez címe            | Kislemez címe            | Kislemez címe            | Kislemez címe            | Kislemez címe            | Kislemez címe            | Kislemez címe            | Kislemez címe            | Kislemez címe            | Kislemez címe            | Kislemez címe            | Kislemez címe            | Kislemez címe            | Kislemez címe            | Kislemez címe            | Kislemez címe            | Kislemez címe            | Kislemez címe            | Kislemez címe            | Kislemez címe            | Kislemez címe            | Kislemez címe            | Kislemez címe            | Kislemez címe            | Kislemez címe            | Kislemez címe            | Kislemez címe            | Kislemez címe            | Kislemez címe            | Kislemez címe            | Kislemez címe            | Kislemez címe            | Kislemez címe            | Kislemez címe            | Kislemez címe            | Kislemez címe            | Kislemez címe            | Kislemez címe            | Kislemez címe            | Kislemez címe            | Kislemez címe            | Kislemez címe            | Kislemez címe            | Kislemez címe            | Kislemez címe            | Kislemez címe            | Kislemez címe            | Kislemez címe            | Kislemez címe            | Kislemez címe            | Kislemez címe            | Kislemez címe            | Kislemez címe            | Kislemez címe            | Kislemez címe            | Kislemez címe            | Kislemez címe            | Kislemez címe            | Kislemez címe            | Kislemez címe            | Kislemez címe            | Kislemez címe            | Kislemez címe            | Kislemez címe            | Kislemez címe            | Kislemez címe            | Kislemez címe            | Kislemez címe            | Kislemez címe            | Kislemez címe            | Kislemez címe            | Kislemez címe            | Kislemez címe            | Kislemez címe            | Kislemez címe            | Kislemez címe            | Kislemez címe            | Kislemez címe            | Kislemez címe            | Kislemez címe            | Kislemez címe            | Kislemez címe            | Kislemez címe            | Kislemez címe            | Kislemez címe            | Kislemez címe            | Kislemez címe            | UK Helyezések | USA Hot 100 Helyezések | Franciaország Helyezések |
| ----------------- | ------------------------ | ------------------------ | ------------------------ | ------------------------ | ------------------------ | ------------------------ | ------------------------ | ------------------------ | ------------------------ | ------------------------ | ------------------------ | ------------------------ | ------------------------ | ------------------------ | ------------------------ | ------------------------ | ------------------------ | ------------------------ | ------------------------ | ------------------------ | ------------------------ | ------------------------ | ------------------------ | ------------------------ | ------------------------ | ------------------------ | ------------------------ | ------------------------ | ------------------------ | ------------------------ | ------------------------ | ------------------------ | ------------------------ | ------------------------ | ------------------------ | ------------------------ | ------------------------ | ------------------------ | ------------------------ | ------------------------ | ------------------------ | ------------------------ | ------------------------ | ------------------------ | ------------------------ | ------------------------ | ------------------------ | ------------------------ | ------------------------ | ------------------------ | ------------------------ | ------------------------ | ------------------------ | ------------------------ | ------------------------ | ------------------------ | ------------------------ | ------------------------ | ------------------------ | ------------------------ | ------------------------ | ------------------------ | ------------------------ | ------------------------ | ------------------------ | ------------------------ | ------------------------ | ------------------------ | ------------------------ | ------------------------ | ------------------------ | ------------------------ | ------------------------ | ------------------------ | ------------------------ | ------------------------ | ------------------------ | ------------------------ | ------------------------ | ------------------------ | ------------------------ | ------------------------ | ------------------------ | ------------------------ | ------------------------ | ------------------------ | ------------------------ | ------------------------ | ------------------------ | ------------------------ | ------------------------ | ------------------------ | ------------------------ | ------------------------ | ------------------------ | ------------------------ | ------------------------ | ------------------------ | ------------------------ | ------------------------ | ------------------------ | ------------------------ | ------------------------ | ------------------------ | ------------------------ | ------------------------ | ------------------------ | ------------------------ | ------------------------ | ------------------------ | ------------------------ | ------------------------ | ------------------------ | ------------------------ | ------------------------ | ------------------------ | ------------------------ | ------------------------ | ------------------------ | ------------------------ | ------------------------ | ------------------------ | ------------------------ | ------------------------ | ------------------------ | ------------------------ | ------------------------ | ------------------------ | ------------------------ | ------------------------ | ------------------------ | ------------------------ | ------------------------ | ------------------------ | ------------------------ | ------------- | ---------------------- | ------------------------ |
| 1991. január      | All This Time            | All This Time            | All This Time            | All This Time            | All This Time            | All This Time            | All This Time            | All This Time            | All This Time            | All This Time            | All This Time            | All This Time            | All This Time            | All This Time            | All This Time            | All This Time            | All This Time            | All This Time            | All This Time            | All This Time            | All This Time            | All This Time            | All This Time            | All This Time            | All This Time            | All This Time            | All This Time            | All This Time            | All This Time            | All This Time            | All This Time            | All This Time            | All This Time            | All This Time            | All This Time            | All This Time            | All This Time            | All This Time            | All This Time            | All This Time            | All This Time            | All This Time            | All This Time            | All This Time            | All This Time            | All This Time            | All This Time            | All This Time            | All This Time            | All This Time            | All This Time            | All This Time            | All This Time            | All This Time            | All This Time            | All This Time            | All This Time            | All This Time            | All This Time            | All This Time            | All This Time            | All This Time            | All This Time            | All This Time            | All This Time            | All This Time            | All This Time            | All This Time            | All This Time            | All This Time            | All This Time            | All This Time            | All This Time            | All This Time            | All This Time            | All This Time            | All This Time            | All This Time            | All This Time            | All This Time            | All This Time            | All This Time            | All This Time            | All This Time            | All This Time            | All This Time            | All This Time            | All This Time            | All This Time            | All This Time            | All This Time            | All This Time            | All This Time            | All This Time            | All This Time            | All This Time            | All This Time            | All This Time            | All This Time            | All This Time            | All This Time            | All This Time            | All This Time            | All This Time            | All This Time            | All This Time            | All This Time            | All This Time            | All This Time            | All This Time            | All This Time            | All This Time            | All This Time            | All This Time            | All This Time            | All This Time            | All This Time            | All This Time            | All This Time            | All This Time            | All This Time            | All This Time            | All This Time            | All This Time            | All This Time            | All This Time            | All This Time            | All This Time            | All This Time            | All This Time            | All This Time            | All This Time            | All This Time            | All This Time            | All This Time            | 22            | 5                      | 21                       |
| 1991              | Mad About You            | Mad About You            | Mad About You            | Mad About You            | Mad About You            | Mad About You            | Mad About You            | Mad About You            | Mad About You            | Mad About You            | Mad About You            | Mad About You            | Mad About You            | Mad About You            | Mad About You            | Mad About You            | Mad About You            | Mad About You            | Mad About You            | Mad About You            | Mad About You            | Mad About You            | Mad About You            | Mad About You            | Mad About You            | Mad About You            | Mad About You            | Mad About You            | Mad About You            | Mad About You            | Mad About You            | Mad About You            | Mad About You            | Mad About You            | Mad About You            | Mad About You            | Mad About You            | Mad About You            | Mad About You            | Mad About You            | Mad About You            | Mad About You            | Mad About You            | Mad About You            | Mad About You            | Mad About You            | Mad About You            | Mad About You            | Mad About You            | Mad About You            | Mad About You            | Mad About You            | Mad About You            | Mad About You            | Mad About You            | Mad About You            | Mad About You            | Mad About You            | Mad About You            | Mad About You            | Mad About You            | Mad About You            | Mad About You            | Mad About You            | Mad About You            | Mad About You            | Mad About You            | Mad About You            | Mad About You            | Mad About You            | Mad About You            | Mad About You            | Mad About You            | Mad About You            | Mad About You            | Mad About You            | Mad About You            | Mad About You            | Mad About You            | Mad About You            | Mad About You            | Mad About You            | Mad About You            | Mad About You            | Mad About You            | Mad About You            | Mad About You            | Mad About You            | Mad About You            | Mad About You            | Mad About You            | Mad About You            | Mad About You            | Mad About You            | Mad About You            | Mad About You            | Mad About You            | Mad About You            | Mad About You            | Mad About You            | Mad About You            | Mad About You            | Mad About You            | Mad About You            | Mad About You            | Mad About You            | Mad About You            | Mad About You            | Mad About You            | Mad About You            | Mad About You            | Mad About You            | Mad About You            | Mad About You            | Mad About You            | Mad About You            | Mad About You            | Mad About You            | Mad About You            | Mad About You            | Mad About You            | Mad About You            | Mad About You            | Mad About You            | Mad About You            | Mad About You            | Mad About You            | Mad About You            | Mad About You            | Mad About You            | Mad About You            | Mad About You            | Mad About You            | Mad About You            | Mad About You            | 56            | -                      | 43                       |
| 1991              | Why Should I Cry For You | Why Should I Cry For You | Why Should I Cry For You | Why Should I Cry For You | Why Should I Cry For You | Why Should I Cry For You | Why Should I Cry For You | Why Should I Cry For You | Why Should I Cry For You | Why Should I Cry For You | Why Should I Cry For You | Why Should I Cry For You | Why Should I Cry For You | Why Should I Cry For You | Why Should I Cry For You | Why Should I Cry For You | Why Should I Cry For You | Why Should I Cry For You | Why Should I Cry For You | Why Should I Cry For You | Why Should I Cry For You | Why Should I Cry For You | Why Should I Cry For You | Why Should I Cry For You | Why Should I Cry For You | Why Should I Cry For You | Why Should I Cry For You | Why Should I Cry For You | Why Should I Cry For You | Why Should I Cry For You | Why Should I Cry For You | Why Should I Cry For You | Why Should I Cry For You | Why Should I Cry For You | Why Should I Cry For You | Why Should I Cry For You | Why Should I Cry For You | Why Should I Cry For You | Why Should I Cry For You | Why Should I Cry For You | Why Should I Cry For You | Why Should I Cry For You | Why Should I Cry For You | Why Should I Cry For You | Why Should I Cry For You | Why Should I Cry For You | Why Should I Cry For You | Why Should I Cry For You | Why Should I Cry For You | Why Should I Cry For You | Why Should I Cry For You | Why Should I Cry For You | Why Should I Cry For You | Why Should I Cry For You | Why Should I Cry For You | Why Should I Cry For You | Why Should I Cry For You | Why Should I Cry For You | Why Should I Cry For You | Why Should I Cry For You | Why Should I Cry For You | Why Should I Cry For You | Why Should I Cry For You | Why Should I Cry For You | Why Should I Cry For You | Why Should I Cry For You | Why Should I Cry For You | Why Should I Cry For You | Why Should I Cry For You | Why Should I Cry For You | Why Should I Cry For You | Why Should I Cry For You | Why Should I Cry For You | Why Should I Cry For You | Why Should I Cry For You | Why Should I Cry For You | Why Should I Cry For You | Why Should I Cry For You | Why Should I Cry For You | Why Should I Cry For You | Why Should I Cry For You | Why Should I Cry For You | Why Should I Cry For You | Why Should I Cry For You | Why Should I Cry For You | Why Should I Cry For You | Why Should I Cry For You | Why Should I Cry For You | Why Should I Cry For You | Why Should I Cry For You | Why Should I Cry For You | Why Should I Cry For You | Why Should I Cry For You | Why Should I Cry For You | Why Should I Cry For You | Why Should I Cry For You | Why Should I Cry For You | Why Should I Cry For You | Why Should I Cry For You | Why Should I Cry For You | Why Should I Cry For You | Why Should I Cry For You | Why Should I Cry For You | Why Should I Cry For You | Why Should I Cry For You | Why Should I Cry For You | Why Should I Cry For You | Why Should I Cry For You | Why Should I Cry For You | Why Should I Cry For You | Why Should I Cry For You | Why Should I Cry For You | Why Should I Cry For You | Why Should I Cry For You | Why Should I Cry For You | Why Should I Cry For You | Why Should I Cry For You | Why Should I Cry For You | Why Should I Cry For You | Why Should I Cry For You | Why Should I Cry For You | Why Should I Cry For You | Why Should I Cry For You | Why Should I Cry For You | Why Should I Cry For You | Why Should I Cry For You | Why Should I Cry For You | Why Should I Cry For You | Why Should I Cry For You | Why Should I Cry For You | Why Should I Cry For You | Why Should I Cry For You | Why Should I Cry For You | Why Should I Cry For You | Why Should I Cry For You | -             | -                      | 38                       |
| 1985. június 1.   | The Soul Cages           | The Soul Cages           | The Soul Cages           | The Soul Cages           | The Soul Cages           | The Soul Cages           | The Soul Cages           | The Soul Cages           | The Soul Cages           | The Soul Cages           | The Soul Cages           | The Soul Cages           | The Soul Cages           | The Soul Cages           | The Soul Cages           | The Soul Cages           | The Soul Cages           | The Soul Cages           | The Soul Cages           | The Soul Cages           | The Soul Cages           | The Soul Cages           | The Soul Cages           | The Soul Cages           | The Soul Cages           | The Soul Cages           | The Soul Cages           | The Soul Cages           | The Soul Cages           | The Soul Cages           | The Soul Cages           | The Soul Cages           | The Soul Cages           | The Soul Cages           | The Soul Cages           | The Soul Cages           | The Soul Cages           | The Soul Cages           | The Soul Cages           | The Soul Cages           | The Soul Cages           | The Soul Cages           | The Soul Cages           | The Soul Cages           | The Soul Cages           | The Soul Cages           | The Soul Cages           | The Soul Cages           | The Soul Cages           | The Soul Cages           | The Soul Cages           | The Soul Cages           | The Soul Cages           | The Soul Cages           | The Soul Cages           | The Soul Cages           | The Soul Cages           | The Soul Cages           | The Soul Cages           | The Soul Cages           | The Soul Cages           | The Soul Cages           | The Soul Cages           | The Soul Cages           | The Soul Cages           | The Soul Cages           | The Soul Cages           | The Soul Cages           | The Soul Cages           | The Soul Cages           | The Soul Cages           | The Soul Cages           | The Soul Cages           | The Soul Cages           | The Soul Cages           | The Soul Cages           | The Soul Cages           | The Soul Cages           | The Soul Cages           | The Soul Cages           | The Soul Cages           | The Soul Cages           | The Soul Cages           | The Soul Cages           | The Soul Cages           | The Soul Cages           | The Soul Cages           | The Soul Cages           | The Soul Cages           | The Soul Cages           | The Soul Cages           | The Soul Cages           | The Soul Cages           | The Soul Cages           | The Soul Cages           | The Soul Cages           | The Soul Cages           | The Soul Cages           | The Soul Cages           | The Soul Cages           | The Soul Cages           | The Soul Cages           | The Soul Cages           | The Soul Cages           | The Soul Cages           | The Soul Cages           | The Soul Cages           | The Soul Cages           | The Soul Cages           | The Soul Cages           | The Soul Cages           | The Soul Cages           | The Soul Cages           | The Soul Cages           | The Soul Cages           | The Soul Cages           | The Soul Cages           | The Soul Cages           | The Soul Cages           | The Soul Cages           | The Soul Cages           | The Soul Cages           | The Soul Cages           | The Soul Cages           | The Soul Cages           | The Soul Cages           | The Soul Cages           | The Soul Cages           | The Soul Cages           | The Soul Cages           | The Soul Cages           | The Soul Cages           | The Soul Cages           | The Soul Cages           | The Soul Cages           | 57            | -                      | -                        |

## Minősítések
| Ország                           | Minősítés    | Eladás    |
| -------------------------------- | ------------ | --------- |
| Ausztria (IFPI)                  | aranylemez   | 25,000    |
| Kanada (Music Canada)(IFPI)      | platinalemez | 100,000   |
| Finnország (IFPI)                | aranylemez   | 26,040    |
| Franciaország (SNEP)             | platinalemez | 451,400   |
| Németország (BVMI)               | platinalemez | 500,000   |
| Japán (Oricon Charts)            | aranylemez   | 185,820   |
| Svájc (IFPI Svájc)               | platinalemez | 50,000    |
| Egyesült Királyság (BPI)         | aranylemez   | 100,000   |
| Amerikai Egyesült Államok (RIAA) | platinalemez | 1,000,000 |

## Helyezések
| Slágerlista (1991)                    | Legmagasabb helyezés |
| ------------------------------------- | -------------------- |
| Ausztrália Kent Music Report          | 3                    |
| Ausztria album lista                  | 3                    |
| Kanada RPM Magazin album lista        | 1                    |
| Hollandia album lista                 | 1                    |
| Franciaország SNEP album lista        | 7                    |
| Németország Media Control album lista | 1                    |
| Olaszország album lista               | 1                    |
| Japán album lista                     | 4                    |
| Új-Zéland album lista                 | 4                    |
| Norvégia album lista                  | 2                    |
| Svédország album lista                | 4                    |
| Svájc album lista                     | 1                    |
| Egyesült Királyság album lista        | 1                    |
| Amerika Billboard 200 lista           | 2                    |

| Slágerlista (1991)             | Helyezés |
| ------------------------------ | -------- |
| Ausztria album lista           | 26       |
| Kanada RPM év végi lista       | 10       |
| Franciaország album lista      | 36       |
| Olaszország album lista        | 4        |
| Japán album lista              | 85       |
| Svájc album lista              | 19       |
| Egyesült Királyság album lista | 82       |
| Amerika Billboard 200 lista    | 46       |